# 270 до н. е.

## Померли
- Епікур — давньогрецький філософ.
- Луцій Корнелій Сципіон Барбат
- Маній Курій Дентат
- Патрокл Македонянин
- Полемон (схоларх)